# آشپزی هندوراسی

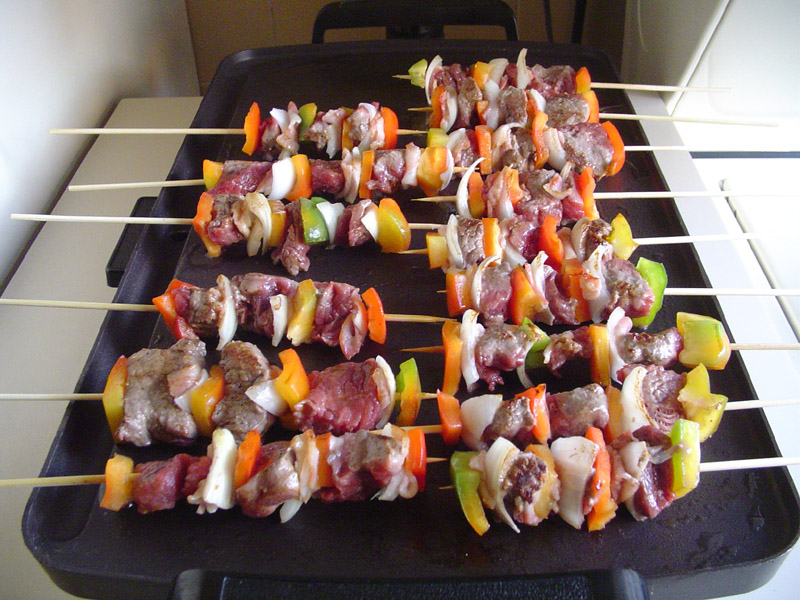
پینچس آمریکانوس یک غذای محبوب در هندوراس است.

آشپزی هندوراسی ترکیبی از غذاهای آمریکای مرکزی، اسپانیایی، کارائیبی و آفریقایی است. نارگیل و شیر نارگیل هم در غذاهای شیرین و هم در غذاهای شور استفاده می‌شوند. غذاهای منطقه ای شامل سوپا د کاراکول، ماهی سرخ شده، تاماله، کارنه اسادا و بالیداس است. از دیگر غذاهای محبوب می‌توان به گوشت کبابی با چیزمول و کارنه آسادا، مرغ با برنج و ذرت و ماهی سرخ‌شده با ترشی پیاز و هالوپینو اشاره کرد. در مناطق ساحلی و جزایر خلیج، غذاهای دریایی و برخی از گوشت‌ها به روش‌های مختلفی از جمله با شیر نارگیل تهیه می‌شوند. از جمله سوپ‌هایی که هندوراسی‌ها از خوردن آنها لذت می‌برند می‌توان به سوپ لوبیا، سوپ موندونگو (سوپ سیرابی)، سوپ غذاهای دریایی و سوپ گوشت گاو اشاره کرد. معمولاً همه این سوپ‌ها با موز سبز، یوکا و کلم مخلوط می‌شوند و با نان ترتیلای ذرت سرو می‌شوند.

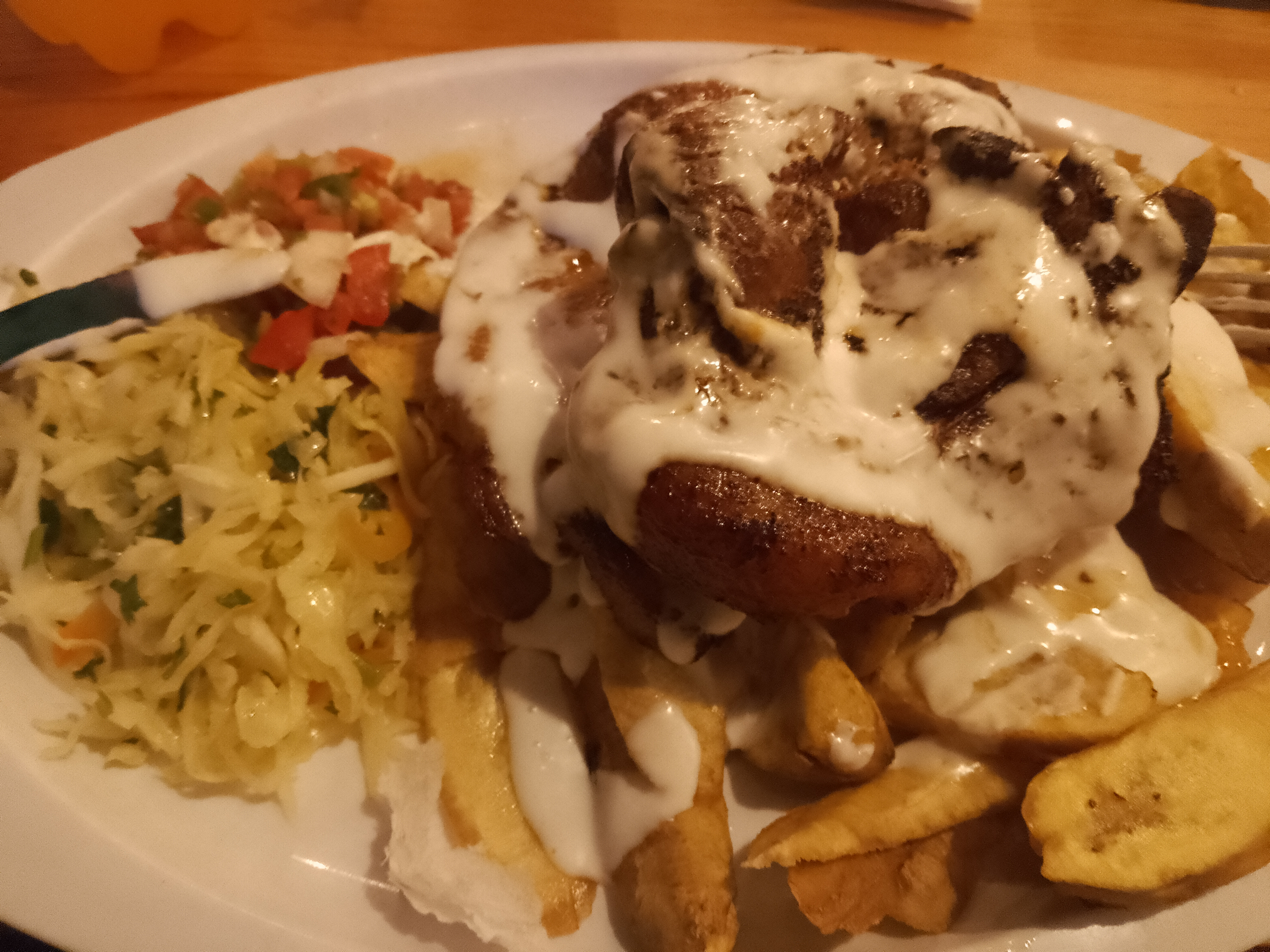
کتلت گوشت خوک با چیپس موز سبز.

از دیگر غذاهای معمول می‌توان به مونتوکا یا تاماله ذرت، تورتیلاهای پر شده و تاماله‌های پیچیده شده در برگ‌های موز اشاره کرد. غذاهای معمول هندوراس همچنین شامل مجموعه‌ای فراوان از میوه‌های گرمسیری مانند پاپایا، آناناس، آلو، ساپوت، میوه گل ساعتی و موز است که به روش‌های مختلفی در حالی که هنوز سبز هستند، مورد استفاده قرار می‌گیرند.
نوشیدنی‌های رایج برای وعده شام یا ناهار شامل نوشابه‌ها هستند. یکی دیگر از نوشیدنی‌های محبوب آگوا د نانس و هورچاتا است. یک نوشیدنی محبوب غیرالکلی بطری شده، با طعم موز به نام تروپیکال موز است.

## تاریخچه

### غذاهای پیشاکلمبی

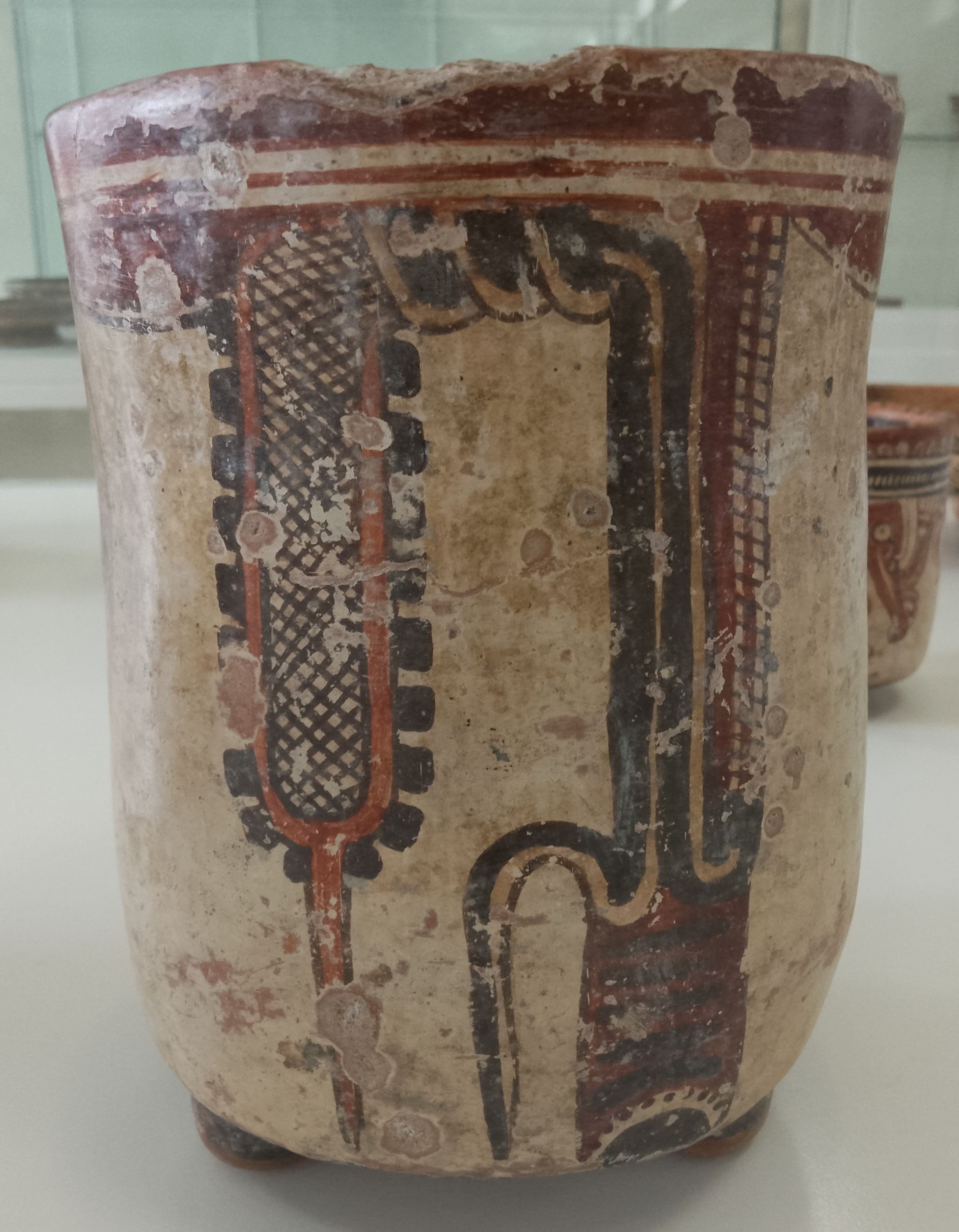
ظرف لنکا از دوره کلاسیک که خوشه ذرت را در غلافش نشان می‌دهد

فرهنگ غذایی هندوراس قبل از فتح شدن بر پایه مصرف غلاتی مانند ذرت، لوبیا و کاکائو و محصولاتی مانند فلفل، گوجه‌فرنگی و چندین نوع کدو بود. مردم پیش از ورود اسپانیایی‌ها همچنین گوشت گواخولوت، ماهی و گوشت برخی پستانداران مانند گوزن‌ها را مصرف می‌کردند و همچنین محصولات دیگری مانند عسل و میوه‌های مختلفی مانند آناناس و پاپایا برای تهیه دسرها و نوشیدنی‌های مختلف استفاده می‌کردند.

### ادغام استعماری
این موارد پایه رژیم غذایی هندوراس را تشکیل می‌دهند که با آشپزی اسپانیایی ترکیب شد، که با خود مصرف گوشت گاو، سوسیس‌ها، روغن‌ها و گندم را به همراه داشتند. رژیم غذایی ایبریایی در هندوراس تغییر کلی در عادات غذایی مردم پیش از ورود اسپانیایی‌ها ایجاد کرد، که بزرگ‌ترین تغییر آن معرفی محصولات لبنی بود، که غذاهای هندوراسی که در دستورپخت‌های آنها انواع پنیرها وجود دارد، بدین واسطه به وجود آمد.
غذاهای مدرن هندوراسی
در طول قرن‌ها، به لطف مهاجرت گروه‌های مختلف انسانی به هندوراس پس از اصلاحات لیبرال، مواد دیگری نیز به فرهنگ غذایی هندوراس اضافه شده است، که از جمله آنها می‌توان به تأثیرات غذایی آفریقایی و خارجی مانند غذاهای بین‌المللی اشاره کرد.

## صبحانه

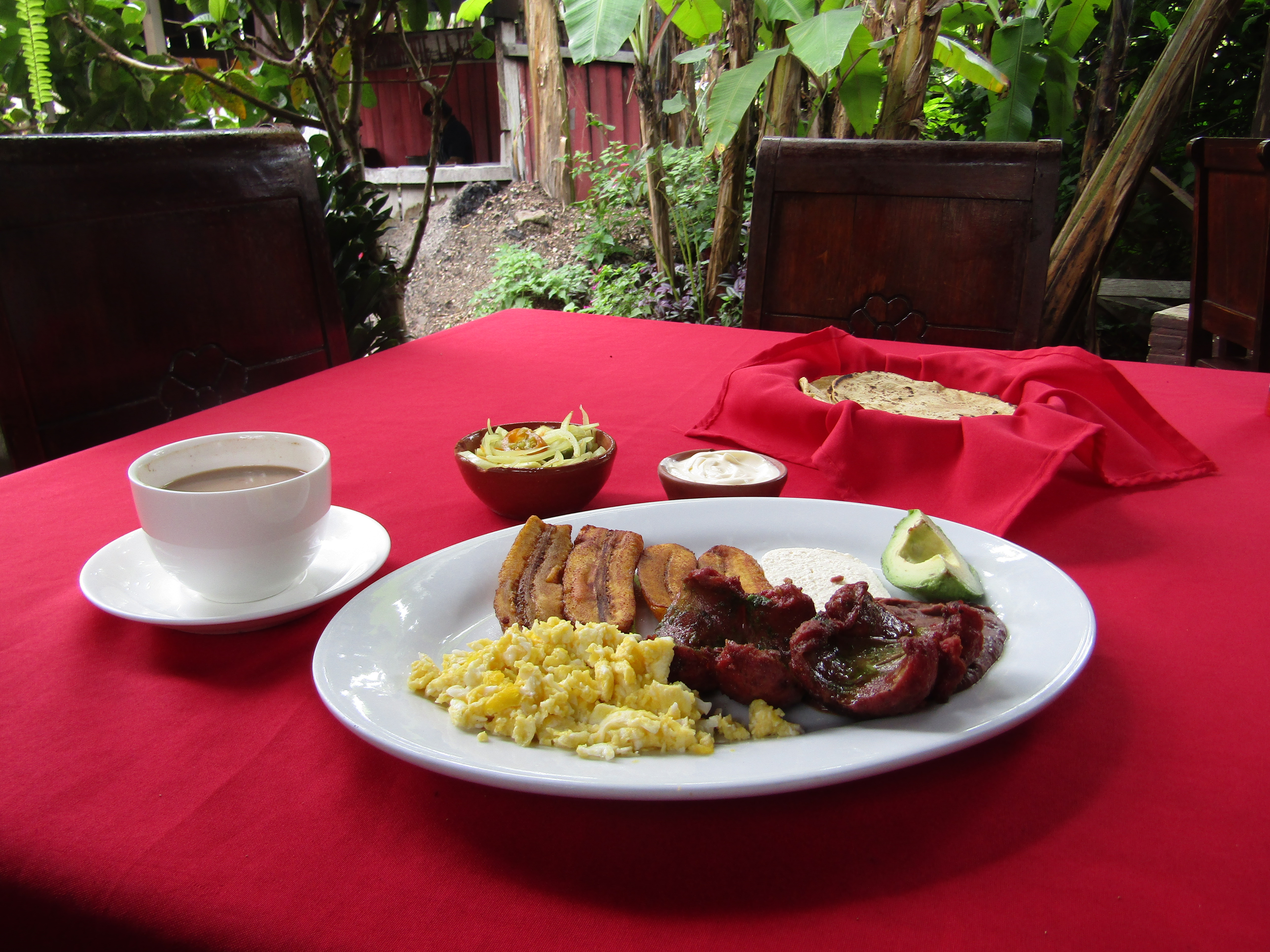
یک صبحانه هندوراسی

هندوراسی‌ها معمولاً صبحانه مفصلی دارند. صبحانه در هندوراس معمولاً شامل تخم‌مرغ‌های سرخ‌کرده (به صورت کامل یا هم‌زده)، لوبیا سرخ‌کرده، خامه ترش شور هندوراسی (کرما)، کسو فرسکو، آووکادو، موز سرخ‌شده شیرین و تورتیا است. در اکثر خانه‌ها، معمولاً ابتدا تورتیاها تهیه می‌شوند که جزء اصلی تقریباً هر غذایی هستند و در طول روز از آن‌ها استفاده می‌شود.
دیگر غذاهای محبوب صبحانه شامل کارنه آسادا (گوشت کبابی) و سوسیس‌های تند هندوراسی (چوریزو) است. صبحانه خوب معمولاً با قهوه داغ و تیره—که در این مورد از قهوه‌های هندوراسی است—همراه است. قهوه هندوراس به خاطر کیفیت‌های لطیفش معروف است و در دامنه‌های کوه‌های هندوراس در خاک‌های غنی آتشفشانی کشت می‌شود. یک برند خاص که به خاطر طعمش مشهور است، از منطقه مارکالا در هندوراس می‌آید؛ دیگر قهوه‌ها شامل قهوه کوپان و قهوه‌ای است که در اوکوتپکو کشت می‌شود.
فروشندگان خیابانی اغلب بالئاداهای مخصوص صبحانه می‌فروشند که از نان ترتیلای آردی، لوبیای سرخ‌شده و کرما یا کسو فرسکو تهیه می‌شوند. مواد افزودنی دیگر شامل تخم مرغ، گوشت و حتی ترشی پیاز است. فروشندگان ، تاماله‌های کوچکی به نام تامالیتوس دِ اِلوت (tamalitos de elote) که از خمیر ذرت زرد شیرین درست می‌شوند را می‌فروشند که با خامه ترش مصرف می‌شود؛ هورچاتا (horchata) و پوزوله (pozole) تازه نیز رایج است.
یکی دیگر از غذاهایی که می‌توان به عنوان دسر برای صبحانه صرف کرد، روسکویلا است. روسکویلا را می‌توان نوعی دونات هندوراسی دانست که از ذرت (ماسا، پنیر و مخمر) تهیه می‌شود.

## سوپ کاراکول

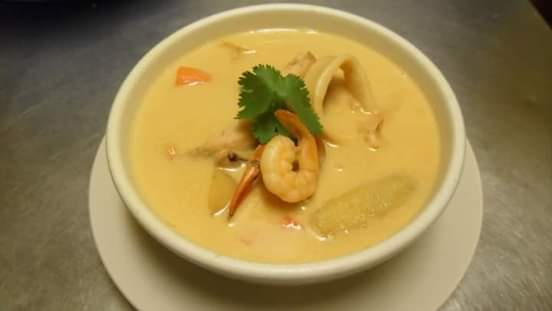
سوپ صدف (سوپ حلزون)

سوپ صدف (Sopa de caracol) یکی از غذاهای شاخص آشپزی هندوراسی است. این سوپ به دلیل آهنگی جذاب از باندا بلانکا به نام «سوپا د کاراکول» در سراسر آمریکای لاتین مشهور شد. این سوپ در شیر نارگیل و گوشتابه صدف، به همراه ادویه‌ها، یوکا (کاساوا)، گشنیز و موز سبز معروف به گینه ورده پخته می‌شود. انواع دیگر این سوپ که شامل خرچنگ، ماهی یا میگو هستند تحت عنوان سوپا مارینرا شناخته می‌شوند.

## سوپ فریژول
این سوپ سنتی با جوشاندن لوبیاهای سیاه یا قرمز با سیر در آب تا زمان نرم شدن آن تهیه می‌شود. پس از نرم شدن، لوبیاها مخلوط می‌شوند و به یک قابلمه پر از آب و استخوان‌های گوشت خوک که به عنوان پایه سوپ عمل می‌کنند، اضافه می‌گردد. هنگامی که پایه سوپ رنگی شبیه به شکلات به خود گرفت و به اندازه کافی جوشید، استخوان‌ها خارج می‌شوند و آب، همراه با سایر مواد که ممکن است شامل یوقا، موز سبز، تخم‌مرغ و بسیاری از مواد دیگر باشد، به قابلمه اضافه می‌شود. سوپ با برنج و تورتیا سرو می‌شود و ممکن است با خامه ترش، پنیر خشک دودی، آووکادو و لیمو همراه باشد.

## کارنیادا
کارنئادا به عنوان یکی از غذاهای ملی هندوراس شناخته می‌شود و در رستوران‌های هندوراسی به عنوان ''plato típico'' سرو می‌شود. در حالی که این یک نوع غذا است، ''کارنئادا'' یا ''کارنه آسا''، مانند همتای مکزیکی‌اش، معمولاً بیشتر به عنوان یک رویداد اجتماعی با نوشیدنی‌ها و موسیقی متمرکز بر جشن گوشت کبابی است. برش‌های گوشت گاو معمولاً در آب‌پرتقال ترش، نمک، فلفل و ادویه‌جات خوابانده می‌شوند و سپس کباب می‌شوند.
این گوشت معمولاً با سالسای ''چیزمول'' (که از گوجه‌فرنگی‌های خرد شده، پیاز و گشنیز با لیمو و ادویه‌جات تهیه می‌شود)، موزهای کبابی (موزهای شیرین)، چوریزوهای تند، پنیر اولانچانو، تورتیا و لوبیاهای سرخ شده سرو می‌شود.

## برنج و لوبیا

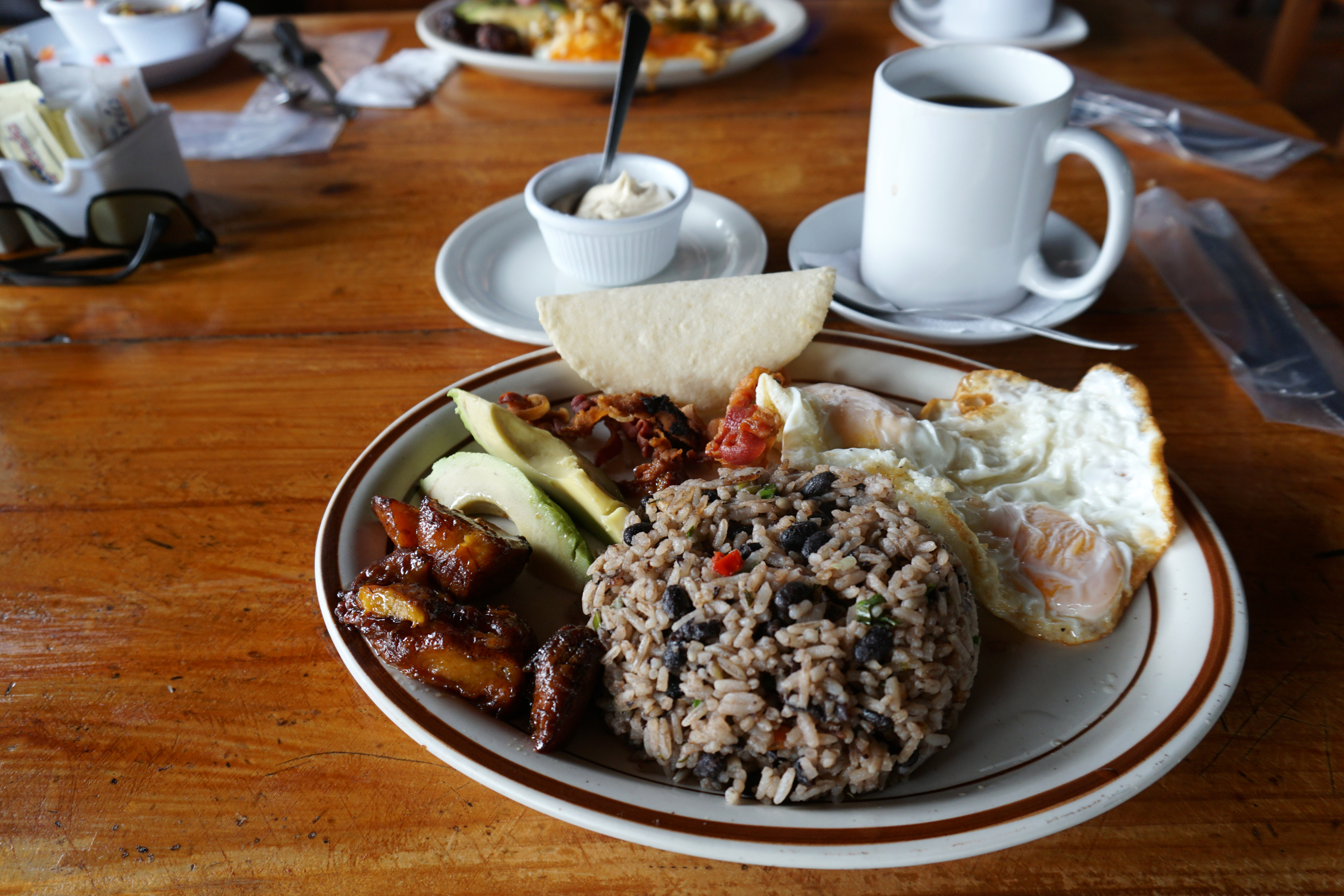
کازامینتو، غذایی از برنج و لوبیا

برنج و لوبیا یکی از غذاهای جانبی محبوب در سواحل کارائیب هندوراس است. این غذا اغلب به نام casamiento در السالوادور شناخته می‌شود. رایج‌ترین لوبیاهایی که در هندوراس استفاده می‌شوند، لوبیاهای قرمز (frijoles cheles) هستند. معمولاً در هندوراس، لوبیاها سرخ شده و با موزهای سرخ شده سبز (tajadas) سرو می‌شوند.

## ماهی یوجوا سرخ شده

ماهی سرخ شده از دریاچه یوجوآ

ماهی سرخ شده یوجوا معمولاً طعمی خوشمزه‌تر نسبت به سایر انواع ماهی‌های سرو شده در این منطقه دارد. ماهی یوجوا نمک‌زده، ادویه‌دار و سپس به‌طور عمیق سرخ می‌شود. این ماهی معمولاً با ترشی کلم قرمز، ترشی پیاز و موزهای سرخ شده برش‌خورده (''tajaditas'') سرو می‌شود.

## بالئادا

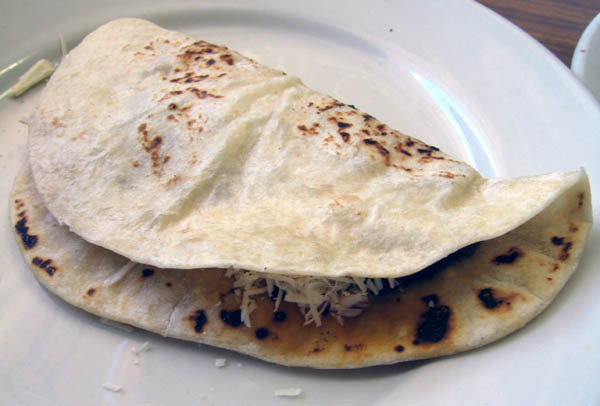
بالئادای خانگی با تخم مرغ، کره، پنیر و لوبیا

''باله‌ادا'' یکی از رایج‌ترین غذاهای خیابانی در هندوراس است. سبک پایه آن یک تورتیا آردی است که تا شده و با لوبیاهای سرخ شده و ''پنیر تازه'' یا خامه ترش  پر می‌شود. گوشت کبابی، آووکادو، موز یا تخم‌مرغ‌های همزده نیز می‌توانند به آن اضافه شوند. زنجیره‌های فست‌فود هندوراس انواع مختلفی از ''باله‌ادا'' را سرو می‌کنند.

## تورتیلا ذرت
ذرت، یا مایز، یکی از مواد اصلی در آشپزی هندوراسی است. خوردن ذرت به عنوان یک میراث از مردم مایا-لنگکا به هندوراسی‌ها رسیده است؛ مایاها معتقد بودند که ذرت مقدس است و خدایان پدر، انسان‌ها را از آن خلق کرده‌اند.
برخی از غذاهای مبتنی بر تورتیا شامل تاکوهای سرخ شده است، که در آن تورتیاها با گوشت چرخ‌کرده یا مرغ پر شده و به شکل لوله‌ای رول می‌شوند. تاکوهای رول شده سپس سرخ شده و با کلم خام، سس گوجه‌فرنگی تند، پنیر و خامه ترش به عنوان چاشنی سرو می‌شوند.
کاتراچیتاس یک میان‌وعده ساده و رایج است که از چیپس‌های تورتیا سرخ شده پوشیده با لوبیاهای سرخ شده و پنیر تهیه می‌شود. یک نوع دیگر از این میان‌وعده چیلندریس است، که نوارهای تورتیا سرخ شده با سس گوجه‌فرنگی تند و پنیر است. در رستوران‌های هندوراس معمول است که آنافری، یک ظرف سفالی با پنیر ذوب‌شده یا خامه ترش، لوبیاهای له‌شده و گاهی سوسیس خرد شده روی یک ظرف سفالی با زغال داغ، همراه با چیپس‌های تورتیا سرخ شده برای غوطه‌ور کردن سرو شود.
انچیلادا: کل تورتیا سرخ شده و با انواع چاشنی‌ها سرو می‌شود. ابتدا گوشت خوک چرخ‌کرده قرار می‌گیرد، سپس کلم یا کاهو خام خرد شده، بعد سس گوجه‌فرنگی تند و یک برش تخم‌مرغ آب‌پز قرار داده می‌شود.
تورتیلا با کِزیلو: دو تورتیلا با کِزیلو (پنیری کمی نمک‌زده که به راحتی آب می‌شود)، در بین آن‌ها و سپس سرخ شده؛ با سس گوجه‌فرنگی سرو می‌شود. گاهی لوبیاهای له‌شده نیز به عنوان پرکننده با پنیر اضافه می‌شود. چیسمل گاهی روی آن قرار می‌گیرد.

## چاشنی‌ها
انکورتیدو به عنوان پیش‌غذا، غذای جانبی و چاشنی استفاده می‌شود و یک غذای رایج در آشپزی هندوراس است.

## آشپزی تگوسیگالپان
این مورد به آشپزی و رستوران‌های شهر تگوسیگالپا، هندوراس اشاره دارد. برنج، لوبیا و تورتیا از مواد اصلی رژیم غذایی هندوراسی‌ها هستند و برخی معتقدند که تفاوت کیفیت بین فروشندگان خیابانی و رستوران‌های برتر چندان زیاد نیست.
این شهر، مانند بیشتر نقاط دیگر هندوراس، تنوع گسترده‌ای از غذاها را نه تنها از هندوراس بلکه از آسیا، هند، خاورمیانه و دیگر مناطق ارائه می‌دهد. تگوسیگالپا همه چیز را از غذاهای خیابانی تا غذاهای لذیذ را در رستوران‌های پنج ستاره ارائه می‌دهد. با این حال، طبق گفته فرامرز، «صحنه غذاخوری تگوسیگالپا در مقایسه با بقیه کشور به طور قابل توجهی متنوع‌تر است، اما از نظر کیفیت و عمق با دیگر شهرهای آمریکای لاتین مقایسه نمی‌شود.»